# Брестский железнодорожный музей
Брестский железнодорожный музей (Брестский музей железнодорожной техники) — технический музей, расположенный в городе Брест (Беларусь), посвящённый железным дорогам, подвижному составу и всему, что с этим связано.

## Общая информация
Музей основан 15 мая 2002 года. Общая площадь составляет 29000 м². Длина трех экспозиционных путей — 1200 метров. В экспозиции музея, по состоянию на 2008 год, находятся 68 образцов натурной железнодорожной техники. Отличительной особенностью музея является то, что большинство экспонатов действующие, что позволяет использовать их в экскурсионных поездках и киносъемках. Также имеется более ста экспонатов технического оснащения железнодорожного транспорта разных периодов истории.

## Экспозиция
Экспозиции музея под открытым небом находятся:
- Паровозы довоенного, военного и послевоенного поколений:
  - Эу
  - Эм
  - ФД20
  - Эр
  - Е

- - СО17
  - Су
  - Л «Победа»
  - ЛВ
  - П36
  - танк-паровоз 9П
  - ТЭ
- Тепловозы:
  - ТЭ1
  - ТЭ3
  - ТЭ7

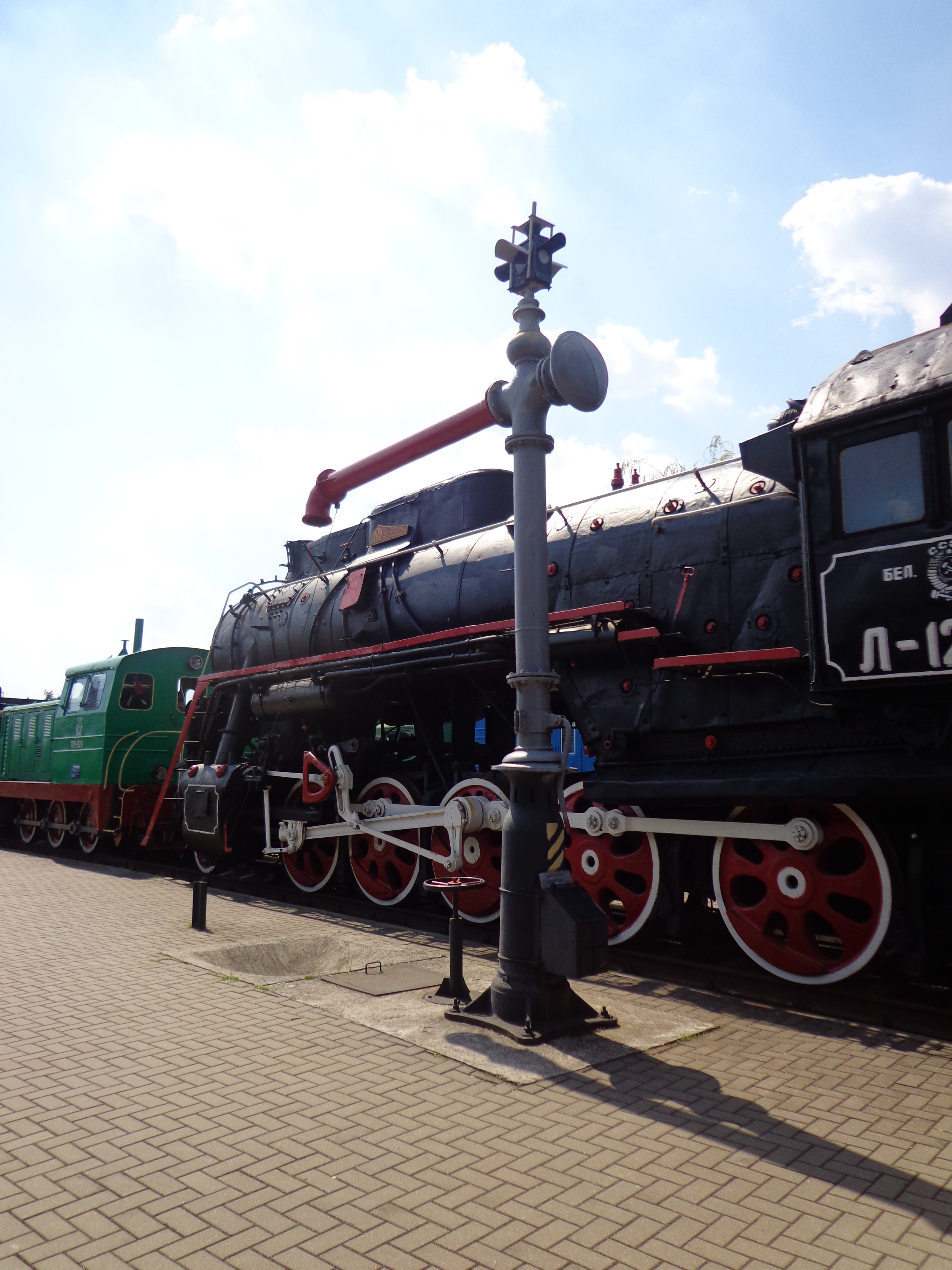
Паровозная гидроколонка в экспозиции музея.

  - 2ТЭ109 – тепловоз из опытной партии с электропередачей переменно-постоянного тока.
  - М62
  - ТГМ1
  - ТЭП60
  - ЧМЭ2
  - ТЭМ15
  - ТУ2

Музей имеет два уникальных паровых крана ПК-6, ПК-ЦУМЗ выпуска 1950 года. Коллекция пассажирских вагонов представлена 2-х и 4-х осными вагонами выпуска 1903-1940 годов (в том числе санитарный и штабной вагоны). На территории музея расположена паровозная гидроколонка, пневматический углеподатчик для заправки паровозов углем, вокзальные электрические часы (1953 года), железнодорожный станционный колокол.

## Последние поступления
- Дрезина ТД-5 (1960 г.в.)
- снегочиститель СДПМ № 114 (1965 г.в.)
- узкоколейный тепловоз ТУ2 № 113 (1956 г.в.)
- тепловоз серии ТГК1 (1962 г.в.)
- платформа грузоподъемностью до 10 тонн (конец XIX в.)